# Arteria hepatica communis

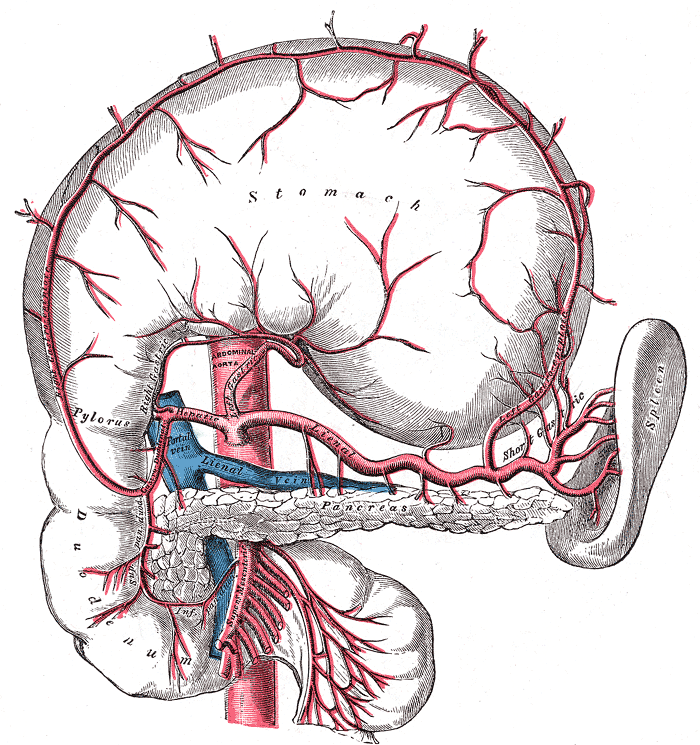
Aufzweigung des Truncus coeliacus

Die Arteria hepatica communis („gemeinsame Leberarterie“) ist eine Schlagader der Bauchhöhle im Bereich des Oberbauchs. Sie ist einer der drei Hauptäste des Truncus coeliacus.
Die Arteria hepatica communis teilt sich kurz nach ihrem Abgang in zwei Hauptäste:
- Die Arteria hepatica propria versorgt Leber, Gallenblase und die kleine Kurvatur des Magens.
- Die Arteria gastroduodenalis versorgt die große Kurvatur des Magens, Zwölffingerdarm, großes Netz und die Bauchspeicheldrüse.

In etwa einem Drittel der Fälle entspringt beim Menschen auch die Arteria gastrica dextra direkt aus der Arteria hepatica communis.